# Aleksandr Gaýzer
Aleksandr Gaýzer (in kazako Александр Гаузер?; Petropavl, 22 febbraio 1975) è un arbitro di calcio kazako.